# Dépose-minute
Un dépose-minute ou arrêt minute (en anglais : Kiss and Ride) est un emplacement de parking réservé uniquement pour un court arrêt et pas pour un stationnement. L'idée est que le conducteur débarque son ou ses passagers et reparte immédiatement pour laisser la place au véhicule suivant.

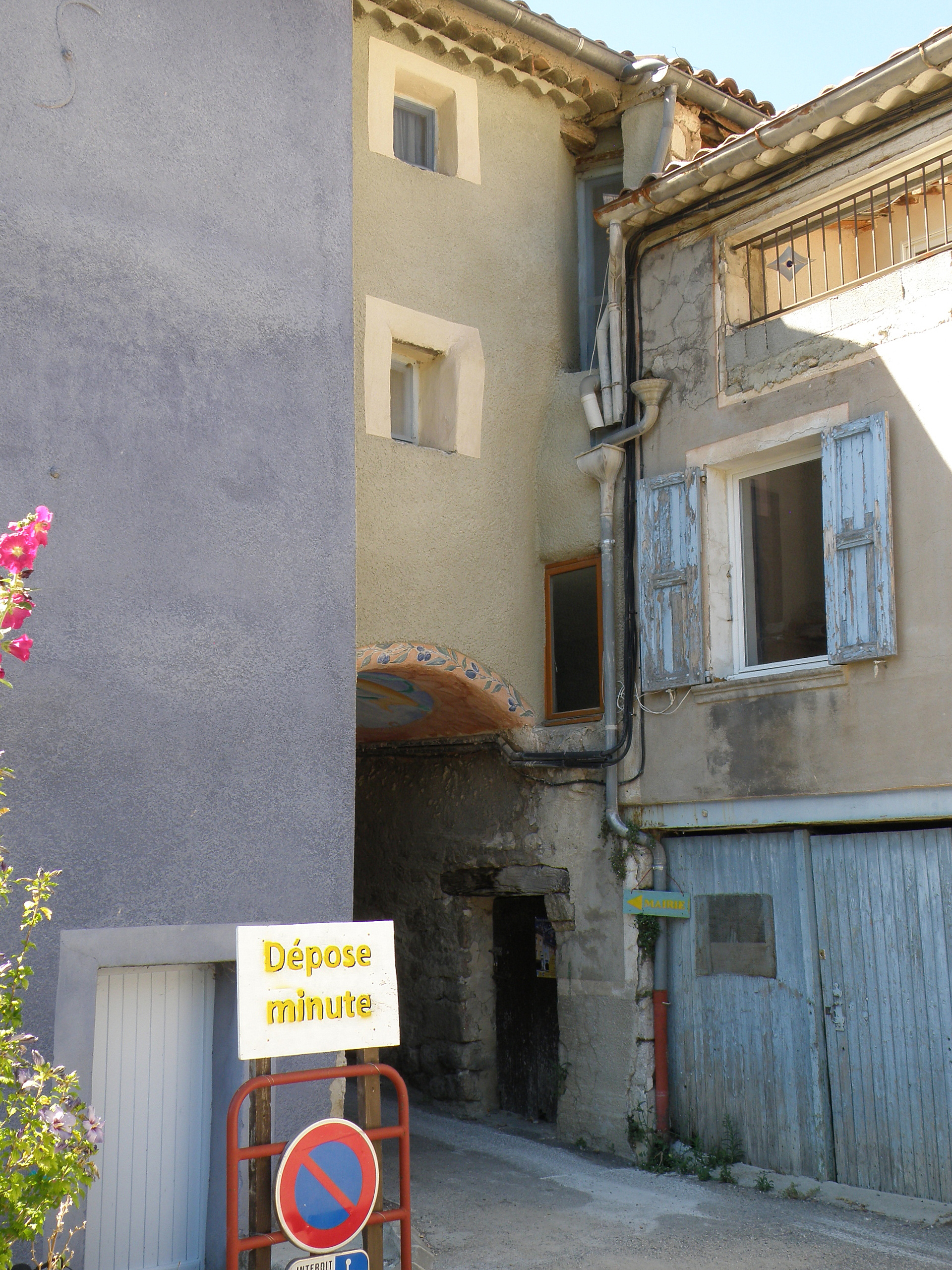
Panneau dépose-minute près de la mairie d'un petit village de la Drôme.
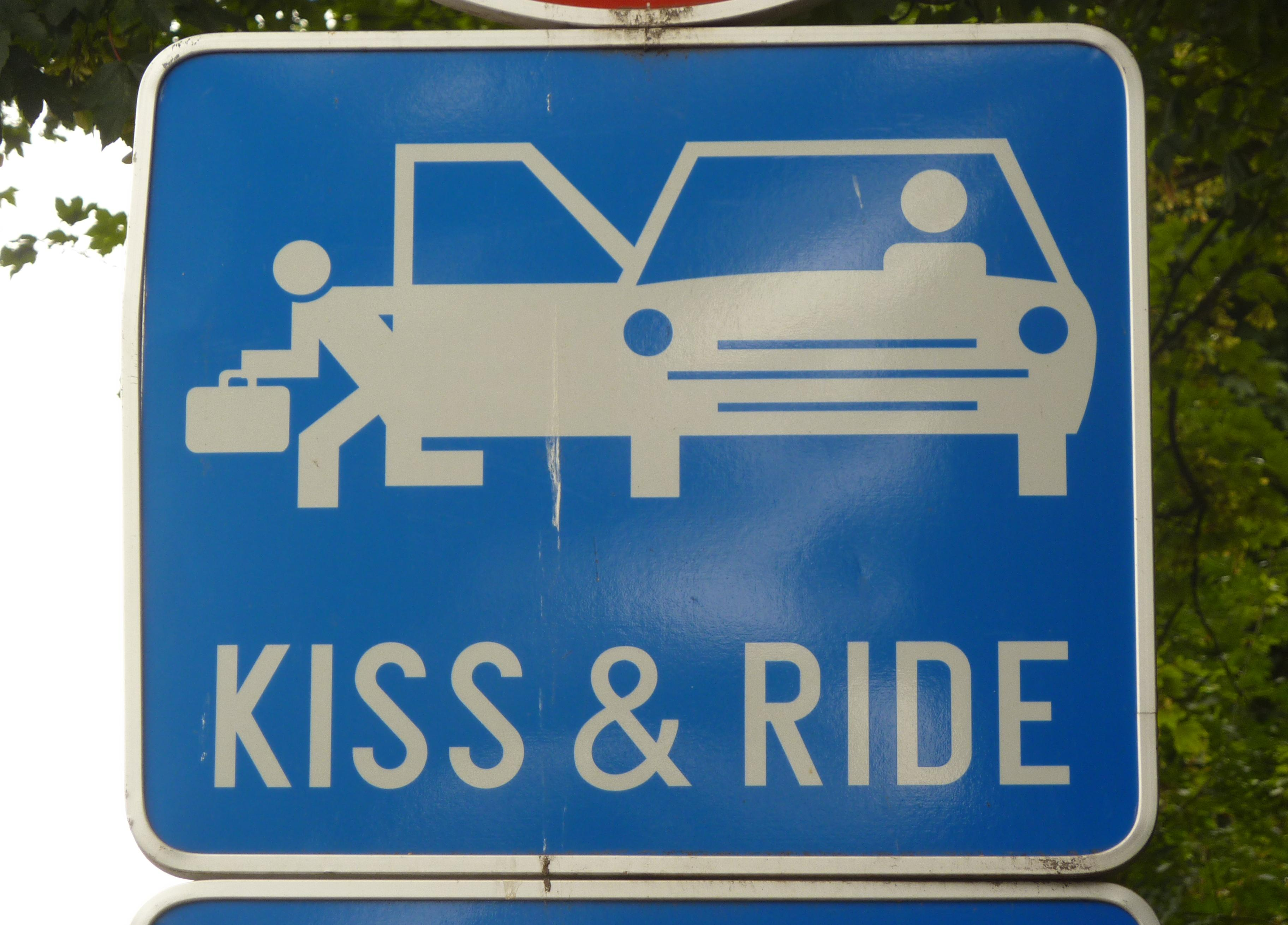
Panneau Kiss & Ride à Bruxelles.